# Världsmästerskapen i nordisk skidsport 1954
Världsmästerskapen i nordisk skidsport 1954 ägde rum i Falun i Sverige 13–21 februari 1954. 18-kilometersloppet ersattes av ett 15-kilometerslopp. 30-kilometersloppet, som senast hållits 1926, återkom också. Inom nordisk kombination kortades längdåkningen ner till 15 kilometer. 1954 var också året som Sovjetunionen debuterade vid världsmästerskapen i nordisk skidsport.
Ordförande i organisationskommitén var Sigge Bergman. För första gången medverkade damer i nordiska skidgrenar vid separata världsmästerskapssammanhang. Man hade dock medverkat vid olympiska vinterspelen 1952 i Oslo i Norge.

## Längdåkning herrar

### 15 kilometer
17 februari 1954
| Medalj | Tävlande                  | Tid   |
| Guld   | Veikko Hakulinen, Finland | 55.26 |
| Silver | Arvo Viitanen, Finland    | 55.37 |
| Brons  | August Kiuru, Finland     | 56.07 |

### 30 kilometer
14 februari 1954
| Medalj | Tävlande                      | Tid     |
| Guld   | Vladimir Kuzin, Sovjetunionen | 1:50.25 |
| Silver | Veikko Hakulinen, Finland     | 1:50.51 |
| Brons  | Martti Lautala, Finland       | 1:50.52 |

Vladimir Kuzin var den förste från Sovjetunionen att vinna en tävling vid världsmästerskapen i nordisk skidsport.

### 50 kilometer
21 februari 1954
| Medalj | Tävlande                      | Tid     |
| Guld   | Vladimir Kuzin, Sovjetunionen | 3:02.58 |
| Silver | Veikko Hakulinen, Finland     | 3:03.06 |
| Brons  | Arvo Viitanen, Finland        | 3:06.40 |

### 4 × 10 kilometer stafett
20 februari 1954
| Medalj | Lag                                                                                 | Tid     |
| ------ | ----------------------------------------------------------------------------------- | ------- |
| Guld   | Finland (August Kiuru, Tapio Mäkelä, Arvo Viitanen, Veikko Hakulinen)               | 2:16.47 |
| Silver | Sovjetunionen (Nikolaj Koslov, Fjodor Terentiev, Aleksej Kuznetsov, Vladimir Kuzin) | 2:18.57 |
| Brons  | Sverige (Sune Larsson, Sixten Jernberg, Arthur Olsson, Per-Erik Larsson)            | 2:18.59 |

## Längdåkning damer

### 10 kilometer
21 februari 1954
| Medalj | Tävlande                       | Tid   |
| Guld   | Ljubov Kozyreva, Sovjetunionen | 40.14 |
| Silver | Siiri Rantanen, Finland        | 40.30 |
| Brons  | Mirja Hietamies, Finland       | 40.46 |

Ljubov Kozyreva var den första kvinnan att vinna en tävling vid världsmästerskapen i nordisk skidsport.

### 3 × 5 kilometer stafett
17 februari 1954
| Medal  | Team                                                                         | Time    |
| ------ | ---------------------------------------------------------------------------- | ------- |
| Gold   | Sovjetunionen (Ljubov Kozyrjeva, Margarita Maslennikova, Valentina Tsarjova) | 1:05.54 |
| Silver | Finland (Sirkka Polkunen, Mirja Hietamies, Siiri Rantanen)                   | 1:06.19 |
| Bronze | Sverige (Anna-Lisa Eriksson, Märta Norberg, Sonja Edström)                   | 1:08.32 |

## Nordisk kombination, herrar

### Individuellt
16/17 februari 1954
| Medalj | Tävlande                | Poäng |
| Guld   | Sverre Stenersen, Norge | 461,1 |
| Silver | Gunder Gundersen, Norge | 460,1 |
| Brons  | Kjetil Mårdalen, Norge  | 450,5 |

## Backhoppning, herrar

### Stora backen
14 februari 1954
| Medalj | Tävlande                   | Poäng |
| Guld   | Matti Pietikäinen, Finland | 232,0 |
| Silver | Veikko Heinonen, Finland   | 222,0 |
| Brons  | Bror Östman, Sverige       | 221,5 |

## Medaljligan
| Pl. | Nation        | Guld | Silver | Brons | Totalt |
| --- | ------------- | ---- | ------ | ----- | ------ |
| 1   | Finland       | 3    | 6      | 4     | 13     |
| 2   | Sovjetunionen | 4    | 1      | 0     | 5      |
| 3   | Norge         | 1    | 1      | 1     | 3      |
| 4   | Sverige       | 0    | 0      | 3     | 3      |